# 川本製作所

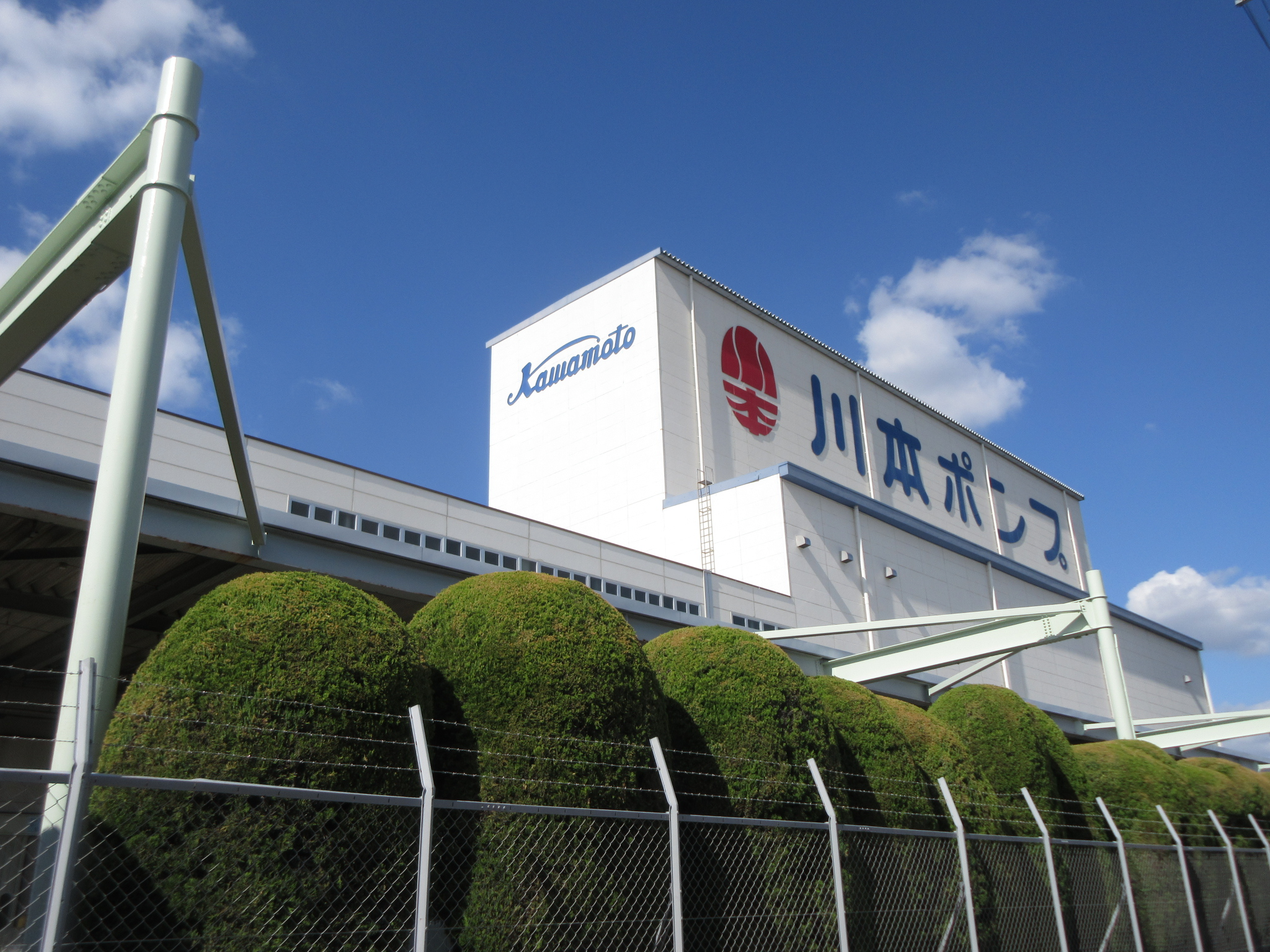
岡崎工場（愛知県岡崎市橋目町）

株式会社川本製作所（かわもとせいさくしょ、英: KAWAMOTO PUMP MFG.CO.,LTD.）は、愛知県名古屋市中区に本社を置くポンプメーカーである。川本ポンプのブランド名を用いる。

## 概要
1919年（大正8年）5月17日創業のポンプメーカーで、家庭用ポンプや空調・衛生設備用ポンプなど汎用ポンプの製造販売を行っている。

## 沿革
- 1919年（大正8年）5月17日 - 川本製作所を創業[2]。手押しポンプの製造・販売を開始[2]。
- 1949年（昭和24年）12月1日 - 株式会社に改組[2]。
- 2003年（平成15年） - ISO 9001：2000認証を取得[3]。
- 2004年（平成16年） - 本社でISO 14001認証を取得[3]。

## 事業所
- 本社（愛知県名古屋市）
- 工場（愛知県岡崎市、岐阜県土岐市）

## 関連会社
- 川本不動産株式会社
- 川本サービス株式会社
- 川本電産株式会社

## 広報活動など
現在は特に行われてないが、かつてはテレビ東京『クイズところ変れば!?』に提供するなど、全国でCMを流していた。